# Биб (окръг, Алабама)
Окръг Биб (на английски: Bibb County) е окръг в щата Алабама, Съединени американски щати. Площта му е 1621 km², а населението – 22 572 души (2016). Административен център е град Сентървил. Биб е „сух окръг“ (dry county), в него е забранена продажбата на алкохол. Това е типично и за някои други места в САЩ поради религиозни, консервативни, морални или други причини.